# Abay Qalasy
Abay Qalasy är ett distrikt i Kazakstan.   Det ligger i oblystet Qaraghandy, i den centrala delen av landet, 200 km sydost om huvudstaden Astana.